# С планине и испод планине (1902)
„С планине и испод планине“ је прва збирка приповедака српског књижевника Петра Кочића. Књигу је издала бечка Зора 1902, а штампана је у Сремским Карловцима. У њој се налази седам приповедака: „Ђурини записи”, „Јаблан”, „Гроб слатке душе”, „Зулум Симеона Ђака”, „Истинити зулум Симеуна ђака”, „Мргуда” и „Код Марканова точка”.
Кочић је приповетке писао углавном током 1901, док је студирао славистику у Бечу, где је живео у великој немаштини и где је учествовао у студентским активностима усмереним против аустроугарске окупације Босне и Херцеговине. Приповетке су тематско-мотивски везане за подручје Босанске Крајине. Сви ликови из ових приповедака су имали прототипе у особама из Кочићеве околине. Убрзо након објављивања, књижевна критика је једногласно уочила вредност Кочићевих приповедака и признала таленат младог приповедача. Кочић је под именом „С планине и испод планине” објавио још две збирке; другу 1904. и трећу 1905.

## Књижевна критика непосредно након изласка збирке
Након што је књига објављена, књижевна критика је једнодушно позитивно оценила збирку. Марко Цар је у белешки с краја 1902. у Задарском „Српском листу” Кочића описао изразом „књижевни мајстор”. Герасим П. Ивезић је у „Српској застави” објавио приказ књиге истичући посебно приповетку „Мргуда”, коју је превео и на немачки. Књижевни часопис „Дело” је забележило појаву збирке и назвао приче симпатичним, обећавши да ће их посебно приказати.
У часопису „Коло”, под потписом Elie, дата је дужа рецензија збирке. Непознати рецензент је истакао да је Кочићева вредност у томе што је он, „поред извесних нових, и за нас потпуно оригиналних приповедачких особина, показао похвалну новину, и то је он оно што је најглавније, и у самом избору терена своје приповетке”. Ипак, приказивач је замерио књижевнику што „из целе ове, иначе симпатичне збирке приповедака не провирује један јасно издвојен правац писања”, као и то што се у стилу и у опису природе поводи „доста приметно за Лотијем а у дијалозима осећамо Матавуља”. Он је као најбољу приповетку истакао „Гроб слатке душе”, а најмање му се допала „Мргуда”, која га је превише подсећала на Лотија, истичући да је читава приповетка упропашћена „једним скроз неприродним местом, пред завршетком”, које исказује вараварско и бестијално изражавање љубави. Павле Лагарић, Кочићев књижевни ментор у Бечу, објавио је позитивну критику у Босанској Вили. Лагарић је подвукао да је Кочић „најзанимљивија појава у новијој српској литератури”, јер већ својим првим радовима показује „доста образован укус”. Лагарић је нагласио да Кочић, као нежни лиричар, у својим радовима даје и лепе описе: „Он нам не слика реалност, не слика природу коју је видео, него штимунг који је природа у његовој души пробудила”.
У „Српском књижевном гласнику”, ондашњем најугледнијем књижевном часопису, прво је објављена једна кратка белешка Јована Скерлића у којој је подвучена вредност Кочићеве књиге истичући: „Овом збирком се он (Кочић) јавља као здрав и снажан приповедачки таленат, од кога се имамо добро надати. Његове приповетке, иако још несавршене, ведре су, свеже, местимично топле, добро написане, врло искрене, и имају више локалне боје но што их обично имају досадашње приповетке из тих крајева”. Скерлић је забелешку завршио обећањем да ће написати дужи текст о књизи у наредном броју часописа. У наредном броју „Гласника” Скерлић је објавио дужи приказ Кочићеве збирке дајући јој врло повољну оцену. Понављајући изречене добре особине књиге, он је нагласио да ове „ведре, крепке и пуне живота приповетке одају писца од талента, од стварног и оригиналног талента”. Иако се књига појавила без реклама из пера младог и непознатог писца каже Скерлић: „она је истински добра књига, свежа и лепа слика једног дела наше честите Босне, топла и узбуђена песма животу, и као таква биће драга свакоме ко је прочита”.